# Microctenonyx subitaneus
Espèce
Synonymes
- Erigone alexandrina O. Pickard-Cambridge, 1872
- Erigone subitanea O. Pickard-Cambridge, 1875
- Erigone pulicaria Thorell, 1875
- Tapinocyba parisiensis Simon, 1884
- Lophocarenum domiciliorum Emerton, 1911
- Alaxchelicera ordinaria Butler, 1932
- Gongylidiellum maderianum Schenkel, 1938

Microctenonyx subitaneus est une espèce d'araignées aranéomorphes de la famille des Linyphiidae.

## Distribution
Cette espèce se rencontre en Europe, en Afrique du Nord, au Moyen-Orient et en Asie centrale. Elle a été introduite aux États-Unis, en Argentine, au Chili, au Kenya, en Afrique du Sud, en Australie et en Nouvelle-Zélande.

## Description
Les mâles mesurent de 1,2 à 1,5 mm et les femelles de 1,3 à 2 mm

## Publication originale
- Pickard-Cambridge, 1875 : « Notes and descriptions of some new and rare British spiders. » Annals and Magazine of Natural History, sér. 4, vol. 16, p. 237-260 (texte intégral).